# Gschwend (Balderschwang)
Gschwend (mundartlich: Kschwend) ist ein Gemeindeteil der Gemeinde Balderschwang im bayerisch-schwäbischen Landkreis Oberallgäu.

## Geographie
Das Dorf liegt circa 0,8 Kilometer westlich des Hauptorts Balderschwang im Vorderen Bregenzerwald. Südlich der Streusiedlung Gschwend fließt die Bolgenach, die hier zum Teil die Staatsgrenze zum vorarlbergischen Hittisau bildet.

## Ortsname
Der Ortsname stammt vom frühneuhochdeutschen Wort Geschwend, das Platz, wo Holz geschwendet, d. h. ausgereutet und zu Weide, Wiese oder Acker gemacht wird bedeutet. Somit deutet der Ortsname auf eine (Siedlung an der) Stelle, wo durch Schwenden gerodet wurde hin.

## Geschichte
Gschwend wurde erstmals urkundlich im Jahr 1783 erwähnt als das Kloster Mönchsrot neben Balderschwang auch das Berggut Gschwend erwarb. 1808 wurde Gschwend erstmals als Siedlung mit vier Anwesen genannt.